# Ephyrodes mensurata
Ephyrodes mensurata là một loài bướm đêm trong họ Erebidae.